# Беовизија 2019.
Беовизија 2019. је била девета Беовизија, преко које се бирао представник Србије за Песму Евровизије 2019. у Тел Авиву. Победила је Невена Божовић са песмом Круна са којом је освојила 20 поена.

## Учесници
На јавни конкурс је отворен 7. августа, а завршен је 10. јануара. На конкурс је пристигло 76 песама од којих је жири одабрао 24 које ће се такмичити.
| Извођач(и)                      | Песма                | Музика и текст                                                                               |
| ------------------------------- | -------------------- | -------------------------------------------------------------------------------------------- |
| Александра Секулић              | Туго                 | Ана Секулић Филип Курањи                                                                     |
| Ана Поповић                     | Луташ                | Софија Милутиновић                                                                           |
| Дуња Вујадиновић                | 7                    | Борис Крстајић Љиљана Јорговановић                                                           |
| Џенан Лончаревић                | Нема суза            | Жељко Васић Драган Чолаковић                                                                 |
| Елеонора                        | Само лагано          | Елеонора Лав Јовановић Хусеин Алијевић                                                       |
| Екстра Нена                     | Још ти чујем глас    | Иван Акулов Милена Лудајић Снежана Берић                                                     |
| Funked Up                       | Зашто да се не деси  | Војин Вилотијевић                                                                            |
| Gipsykord                       | Боје                 | Јован Савић Звонко Маљрковић Мишо Крпо Сања Крстић Милена Лудајић                            |
| Гога Станић                     | Чудо                 | Јлва Персон Линда Персон Димитри Стасос Владимир Марковић Луни Марко Кон Огњен Амиџић        |
| Иван Куртић                     | Bella                | Горан Ратковић Рале Раденко Митровић                                                         |
| Ивана Владовић и Wonder Strings | Моја бол             | Александра Милутиновић                                                                       |
| Јана Шуштершич                  | Викторија            | Владимир Граић Жељко Хубач                                                                   |
| Лана и Алдо                     | Погледај у небо      | Лана Токовић                                                                                 |
| Лорд                            | Раднички син         | Владимир Прерадовић Лорд                                                                     |
| Мајдан                          | Будим те             | Немања Ерић Марија Вагнер                                                                    |
| Mr. Doo                         | До 100               | Сања Илић Mr. Doo Леонтина Вукомановић                                                       |
| Наташа и Уна                    | Само без страха      | Предраг Вукчевић Марко Стојановић Луис Наташа Губеринић Уна Сенић Петар Зоркић Немања Костић |
| Невена Божовић                  | Круна                | Невена Божовић                                                                               |
| Освајачи                        | Вода и пламен        | Небојша Јаковљевић Звонко Пантовић                                                           |
| Sanya D Rio                     | Љубимо се            | Мики Думоњић                                                                                 |
| Sashka Janx                     | Да ли чујеш мој глас | Сашка Јанковић Марко Николић                                                                 |
| Софија Перић                    | Аритмија             | Владимир Граић Снежана Вукомановић                                                           |
| Тамара Милановић                | Речи нису довољне    | Марсел Спрункел Гаврило Миловановић                                                          |
| Тина и Лола Амвон               | Твоје очи            | Тина Амвон Олгица Лола Амвон                                                                 |

## Ток такмичења

### Полуфинала

#### Прво полуфинале
Прво полуфинале је одржано 27. фебруара 2019. у Студију 8 РТС-а, а водитељи су били Драгана Косјерина и Иван Михаиловић. Од дванаест такмичара, шест се пласирало у финале комбинацијом гласова жирија и публике. У паузи су наступали Бојана Стаменов, Жак Хоудек, Сања Вучић и Кнез.
| #  | Извођач(и)                      | Песма                | Жири    | Жири  | Телегласање | Телегласање | Поени | Пласман |
| #  | Извођач(и)                      | Песма                | Гласови | Поени | Гласови     | Поени       | Поени | Пласман |
| -- | ------------------------------- | -------------------- | ------- | ----- | ----------- | ----------- | ----- | ------- |
| 1  | Funked Up                       | Зашто да се не деси  | 15      | 1     | 1.635       | 7           | 8     | 7.      |
| 2  | Александра Секулић              | Туго                 | 48      | 10    | 874         | 3           | 13    | 5.      |
| 3  | Освајачи                        | Вода и пламен        | 15      | 2     | 820         | 2           | 4     | 9.      |
| 4  | Дуња Вујадиновић                | 7                    | 20      | 4     | 534         | 0           | 4     | 10.     |
| 5  |                                 | До 100               | 5       | 0     | 733         | 1           | 1     | 11.     |
| 6  | Sashka Janx                     | Да ли чујеш мој глас | 44      | 8     | 1.557       | 6           | 14    | 3.      |
| 7  | Иван Куртић                     |                      | 28      | 7     | 971         | 5           | 12    | 6.      |
| 8  | Софија Перић                    | Аритмија             | 21      | 5     | 1.912       | 8           | 13    | 4.      |
| 9  | Екстра Нена                     | Још ти чујем глас    | 16      | 3     | 948         | 4           | 7     | 8.      |
| 10 | Елеонора                        | Само лагано          | 0       | 0     | 346         | 0           | 0     | 12.     |
| 11 | Ивана Владовић и Wonder Strings | Моја бол             | 54      | 12    | 1.954       | 10          | 22    | 1.      |
| 12 | Наташа и Уна                    | Само без страха      | 24      | 6     | 3.189       | 12          | 18    | 2.      |

| Детаљно гласање жирија у првом полуфиналу | Детаљно гласање жирија у првом полуфиналу | Детаљно гласање жирија у првом полуфиналу | Детаљно гласање жирија у првом полуфиналу | Детаљно гласање жирија у првом полуфиналу | Детаљно гласање жирија у првом полуфиналу | Детаљно гласање жирија у првом полуфиналу | Детаљно гласање жирија у првом полуфиналу | Детаљно гласање жирија у првом полуфиналу |
| #                                         | Песма                                     | З. Лесендрић                              | Д. Станојевић                             | Н. Прибак                                 | А. Алексов                                | И. Петерс                                 | Укупно                                    | Поени                                     |
| ----------------------------------------- | ----------------------------------------- | ----------------------------------------- | ----------------------------------------- | ----------------------------------------- | ----------------------------------------- | ----------------------------------------- | ----------------------------------------- | ----------------------------------------- |
| 1                                         | Зашто да се не деси                       | 3                                         | 6                                         |                                           | 2                                         | 4                                         | 15                                        | 1                                         |
| 2                                         | Туго                                      | 12                                        | 8                                         | 8                                         | 12                                        | 8                                         | 48                                        | 10                                        |
| 3                                         | Вода и пламен                             | 2                                         | 4                                         | 1                                         | 7                                         | 1                                         | 15                                        | 2                                         |
| 4                                         | 7                                         | 4                                         | 1                                         | 6                                         | 3                                         | 6                                         | 20                                        | 4                                         |
| 5                                         | До 100                                    |                                           |                                           | 5                                         |                                           |                                           | 5                                         | 0                                         |
| 6                                         | Да ли чујеш мој глас                      | 7                                         | 10                                        | 12                                        | 5                                         | 10                                        | 44                                        | 8                                         |
| 7                                         |                                           | 8                                         | 5                                         | 4                                         | 6                                         | 5                                         | 28                                        | 7                                         |
| 8                                         | Аритмија                                  | 5                                         | 2                                         | 7                                         | 4                                         | 3                                         | 21                                        | 5                                         |
| 9                                         | Још ти чујем глас                         | 1                                         | 3                                         | 2                                         | 8                                         | 2                                         | 16                                        | 3                                         |
| 10                                        | Само лагано                               |                                           |                                           |                                           |                                           |                                           | 0                                         | 0                                         |
| 11                                        | Моја бол                                  | 10                                        | 12                                        | 10                                        | 10                                        | 12                                        | 54                                        | 12                                        |
| 12                                        | Само без страха                           | 6                                         | 7                                         | 3                                         | 1                                         | 7                                         | 24                                        | 6                                         |

#### Друго полуфинале
Друго полуфинале је одржано 28. фебруара 2019. у Студију 8 РТС-а, а водитељи су били Ана Бабић и Небојша Миловановић. Од дванаест такмичара, шест се пласирало у финале комбинацијом гласова жирија и публике. У паузи су наступали Сања Илић и Балканика, Јелена Томашевић, Лака и Мирела, Калиопи, Леа Сирк и Емилија Кокић.
| #  | Извођач(и)        | Песма             | Жири    | Жири  | Телегласање | Телегласање | Поени | Пласман |
| #  | Извођач(и)        | Песма             | Гласови | Поени | Гласови     | Поени       | Поени | Пласман |
| -- | ----------------- | ----------------- | ------- | ----- | ----------- | ----------- | ----- | ------- |
| 1  |                   | Љубимо се         | 10      | 2     | 635         | 1           | 3     | 10.     |
| 2  | Мајдан            | Будим те          | 32      | 7     | 1.413       | 8           | 15    | 4.      |
| 3  | Гога Станић       | Чудо              | 15      | 4     | 687         | 2           | 6     | 8.      |
| 4  | Ана Поповић       | Луташ             | 25      | 5     | 1.103       | 7           | 13    | 5.      |
| 5  | Лорд              | Раднички син      | 53      | 10    | 1.082       | 6           | 16    | 3.      |
| 6  | Невена Божовић    | Круна             | 54      | 12    | 1.542       | 10          | 22    | 1.      |
| 7  | Gipsykord         | Боје              | 1       | 0     | 878         | 4           | 4     | 9.      |
| 8  | Јана Шуштершич    | Викторија         | 39      | 8     | 698         | 3           | 11    | 6.      |
| 9  | Лана и Алдо       | Погледај у небо   | 13      | 3     | 510         | 0           | 3     | 11.     |
| 10 | Џенан Лончаревић  | Нема суза         | 29      | 6     | 3.516       | 12          | 18    | 2.      |
| 11 | Тина и Лола Амвон | Твоје очи         | 9       | 0     | 526         | 0           | 0     | 12.     |
| 12 | Тамара Милановић  | Речи нису довољне | 10      | 1     | 1.014       | 5           | 6     | 7.      |

| Детаљно гласање жирија у другом полуфиналу | Детаљно гласање жирија у другом полуфиналу | Детаљно гласање жирија у другом полуфиналу | Детаљно гласање жирија у другом полуфиналу | Детаљно гласање жирија у другом полуфиналу | Детаљно гласање жирија у другом полуфиналу | Детаљно гласање жирија у другом полуфиналу | Детаљно гласање жирија у другом полуфиналу | Детаљно гласање жирија у другом полуфиналу |
| #                                          | Песма                                      | З. Лесендрић                               | Д. Станојевић                              | Н. Прибак                                  | А. Алексов                                 | И. Петерс                                  | Укупно                                     | Поени                                      |
| ------------------------------------------ | ------------------------------------------ | ------------------------------------------ | ------------------------------------------ | ------------------------------------------ | ------------------------------------------ | ------------------------------------------ | ------------------------------------------ | ------------------------------------------ |
| 1                                          | Љубимо се                                  |                                            | 3                                          | 2                                          | 5                                          |                                            | 10                                         | 2                                          |
| 2                                          | Будим те                                   | 8                                          | 7                                          | 3                                          | 7                                          | 7                                          | 32                                         | 7                                          |
| 3                                          | Чудо                                       | 1                                          | 4                                          | 6                                          | 1                                          | 3                                          | 15                                         | 4                                          |
| 4                                          | Луташ                                      | 5                                          | 6                                          | 5                                          | 4                                          | 5                                          | 25                                         | 5                                          |
| 5                                          | Раднички син                               | 12                                         | 12                                         | 7                                          | 12                                         | 10                                         | 53                                         | 10                                         |
| 6                                          | Круна                                      | 10                                         | 10                                         | 12                                         | 10                                         | 12                                         | 54                                         | 12                                         |
| 7                                          | Боје                                       |                                            |                                            |                                            |                                            | 1                                          | 1                                          | 0                                          |
| 8                                          | Викторија                                  | 7                                          | 8                                          | 10                                         | 6                                          | 8                                          | 39                                         | 8                                          |
| 9                                          | Погледај у небо                            | 3                                          | 2                                          | 1                                          | 3                                          | 4                                          | 13                                         | 3                                          |
| 10                                         | Нема суза                                  | 6                                          | 1                                          | 8                                          | 8                                          | 6                                          | 29                                         | 6                                          |
| 11                                         | Твоје очи                                  | 2                                          | 5                                          |                                            | 2                                          |                                            | 9                                          | 0                                          |
| 12                                         | Речи нису довољне                          | 4                                          |                                            | 4                                          |                                            | 2                                          | 10                                         | 1                                          |

### Финале
Финале Беовизије 2019. одржано је у Студију 8 зграде РТС-а, 3. марта 2019. године. Победник је одлучен мешавином гласова жирија (који су чинили Миша Алексић, Бојана Стаменов, Дејан Ивановић, Гоца Тржан и Александар Милић Мили) и публике. Водитељи су били Драгана Косјерина, Иван Михаиловић, Ана Бабић и Небојша Миловановић. У паузи је наступио Жељко Јоксимовић.
| #  | Извођач(и)                      | Песма                | Жири    | Жири  | Телегласање | Телегласање | Поени | Пласман |
| #  | Извођач(и)                      | Песма                | Гласови | Поени | Гласови     | Поени       | Поени | Пласман |
| -- | ------------------------------- | -------------------- | ------- | ----- | ----------- | ----------- | ----- | ------- |
| 1  |                                 | Да ли чујеш мој глас | 42      | 10    | 4.964       | 6           | 16    | 3.      |
| 2  | Мајдан                          | Будим те             | 19      | 5     | 2.514       | 3           | 8     | 7.      |
| 3  | Софија Перић                    | Аритмија             | 11      | 1     | 2.862       | 4           | 5     | 9.      |
| 4  | Џенан Лончаревић                | Нема суза            | 36      | 7     | 5.858       | 10          | 17    | 2.      |
| 5  | Ивана Владовић и Wonder Strings | Моја бол             | 40      | 8     | 4.088       | 5           | 13    | 5.      |
| 6  | Јана Шуштершич                  | Викторија            | 15      | 3     | 1.487       | 0           | 3     | 10.     |
| 7  | Лорд                            | Раднички син         | 29      | 6     | 2.435       | 2           | 8     | 8.      |
| 8  | Невена Божовић                  | Круна                | 56      | 12    | 5.708       | 8           | 20    | 1.      |
| 9  | Ана Поповић                     | Луташ                | 5       | 0     | 1.757       | 0           | 0     | 12.     |
| 10 | Иван Куртић                     |                      | 19      | 4     | 5.010       | 7           | 11    | 6.      |
| 11 | Наташа и Уна                    | Само без страха      | 13      | 2     | 10.427      | 12          | 14    | 4.      |
| 12 | Александра Секулић              | Туго                 | 5       | 0     | 1.872       | 1           | 1     | 11.     |

| Детаљно гласање жирија у финалу | Детаљно гласање жирија у финалу | Детаљно гласање жирија у финалу | Детаљно гласање жирија у финалу | Детаљно гласање жирија у финалу | Детаљно гласање жирија у финалу | Детаљно гласање жирија у финалу | Детаљно гласање жирија у финалу | Детаљно гласање жирија у финалу |
| #                               | Песма                           | М. Алексић                      | Б. Стаменов                     | Д. Ивановић                     | Г. Тржан                        | А. Милић Мили                   | Укупно                          | Поени                           |
| ------------------------------- | ------------------------------- | ------------------------------- | ------------------------------- | ------------------------------- | ------------------------------- | ------------------------------- | ------------------------------- | ------------------------------- |
| 1                               | Да ли чујеш мој глас            | 8                               | 12                              | 8                               | 10                              | 4                               | 42                              | 10                              |
| 2                               | Будим те                        | 6                               | 2                               | 7                               | 2                               | 2                               | 19                              | 5                               |
| 3                               | Аритмија                        |                                 |                                 |                                 | 1                               | 10                              | 11                              | 1                               |
| 4                               | Нема суза                       | 10                              | 6                               | 5                               | 7                               | 8                               | 36                              | 7                               |
| 5                               | Моја бол                        | 5                               | 8                               | 12                              | 8                               | 7                               | 40                              | 8                               |
| 6                               | Викторија                       |                                 | 5                               | 6                               | 3                               | 1                               | 15                              | 3                               |
| 7                               | Раднички син                    | 7                               | 7                               | 4                               | 5                               | 6                               | 29                              | 6                               |
| 8                               | Круна                           | 12                              | 10                              | 10                              | 12                              | 12                              | 56                              | 12                              |
| 9                               | Луташ                           | 2                               | 3                               |                                 |                                 |                                 | 5                               | 0                               |
| 10                              |                                 | 4                               | 1                               | 3                               | 6                               | 5                               | 19                              | 4                               |
| 11                              | Само без страха                 | 3                               | 4                               | 2                               | 4                               |                                 | 13                              | 2                               |
| 12                              | Туго                            | 1                               |                                 | 1                               |                                 | 3                               | 5                               | 0                               |